# Homonota penai
Homonota penai este o specie de șopârle din genul Homonota, familia Gekkonidae, descrisă de Donoso-barros 1966. Conform Catalogue of Life specia Homonota penai nu are subspecii cunoscute.